# Metoda NTU
Metoda NTU (z ang. number of transfer units; metoda wyznaczania liczby jednostek przenikania ciepła) – metoda analizy wymienników ciepła wykorzystującą równania cieplne przekształcone do postaci bezwymiarowej.

## Założenia
Ilość ciepła wymienianego pomiędzy dwoma płynami w wymienniku ciepła jest funkcją natężenia przepływu i parametrów tych płynów (tj. temperatury, gęstości, lepkości itd.) oraz parametrów wymiennika (tj. liczby rurek, biegów itd.):
{\displaystyle {\dot {Q}}=f(T_{g,wl},T_{g,wyl},T_{z,wl},T_{g,wyl},\rho _{g},\rho _{z},{\dot {m}}_{g},{\dot {m}}_{z},n_{r},n_{b},\dots )}
Metoda NTU polega na zgrupowaniu parametrów do postaci liczb bezwymiarowych, co znacznie upraszcza zapis:
{\displaystyle {\dot {Q}}=f(NTU,C_{r},{\mbox{układ wymiennika}}),}
gdzie:
{\displaystyle NTU} – liczba jednostek przenikania ciepła,
{\displaystyle C_{r}} – stosunek strumieni pojemności cieplnej.
W metodzie NTU przyjmuje się, że parametry płynów oraz współczynnik przenikania ciepła są stałe. W konsekwencji liczby {\displaystyle NTU} i {\displaystyle C_{r}} również pozostają stałe. Taki zapis upraszcza obliczenia i umożliwia modelowanie układów, w których znane są jedynie parametry wlotowe płynów oraz budowa wymiennika. Ponadto umożliwia stosowanie operacji matematycznych, które mogą być wykonywane jedynie na liczbach bezwymiarowych (np. funkcja eksponencjalna).
Wadą takiego rozwiązania jest mniejsza dokładność.
W literaturze spotkać można również inne oznaczenia współczynnika efektywności (np. {\displaystyle E} lub {\displaystyle e}).

## Obliczenia

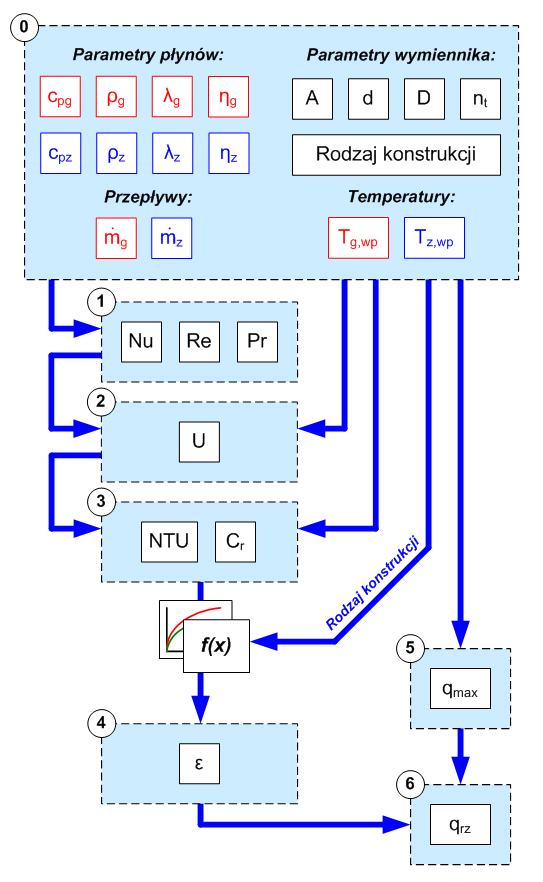
Algorytm obliczeń w metodzie NTU

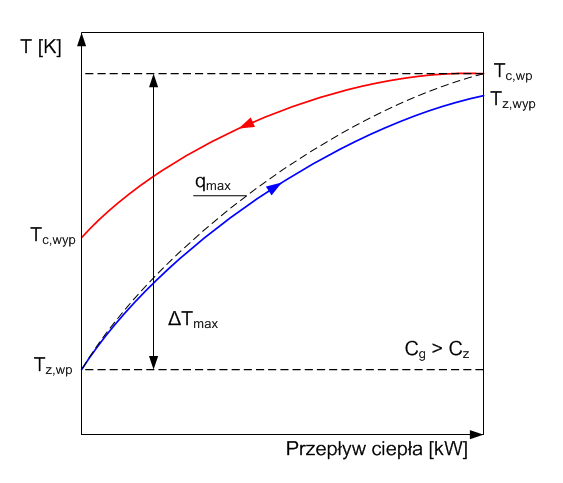
Wykres cieplny dla wymiennika ciepła. Płyn zimny posiada niższe ciepło właściwe

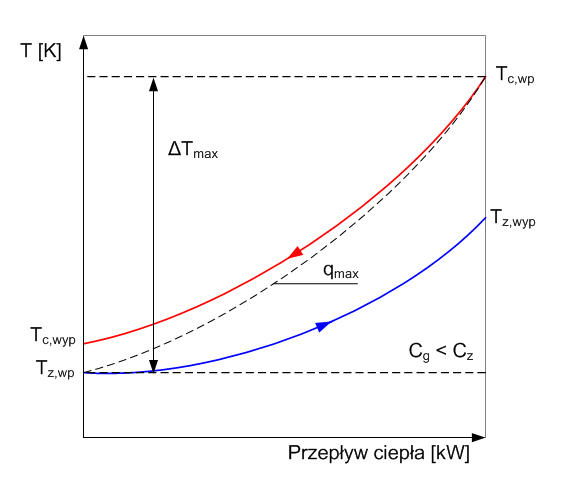
Wykres cieplny dla wymiennika ciepła. Płyn gorący posiada niższe ciepło właściwe

Punktem wyjściowym do obliczeń są parametry płynów, wartości natężenia ich przepływów oraz parametry wymiennika. Opierając się na nich oblicza się liczby Nusselta (Nu), Prandtla (Pr) oraz Reynoldsa (Re), które pozwalają na wyznaczenie współczynnika przenikania ciepła (U).
Następnym krokiem jest określenie wyższego i niższego strumienia pojemności cieplnej.
Gdy już oba strumienie zostaną określone, możliwe jest wyznaczenie stosunku strumieni pojemności cieplnej {\displaystyle C_{r}} oraz liczby jednostek przenoszenia ciepła NTU. Znając te dwie wartości możliwe jest wyznaczenie wydajności {\displaystyle \varepsilon ,} która jest ich funkcją.
Znając maksymalny przepływ ciepła {\displaystyle q_{max}} oraz współczynnik wydajności {\displaystyle \varepsilon ,} oblicza się rzeczywisty przepływ ciepła {\displaystyle q_{rz}.}

### Stosunek strumieni pojemności cieplnejCr
W metodzie NTU stosuje się pojęcie strumienia pojemności cieplnej, który jest iloczynem ciepła właściwego i strumienia masy:
{\displaystyle C_{g}=c_{pg}{\dot {m}}_{g},}
{\displaystyle C_{z}=c_{pz}{\dot {m}}_{z}.}
Określenie wyższego {\displaystyle (C_{max})} i niższego {\displaystyle (C_{min})} strumienia pojemności cieplnej opisują zależności:
- Jeżeli {\displaystyle C_{g}>C_{z}}     wtedy     {\displaystyle C_{max}=C_{g}} oraz {\displaystyle C_{min}=C_{z}.}

- Jeżeli {\displaystyle C_{g}<C_{z}}     wtedy     {\displaystyle C_{max}=C_{z}} oraz {\displaystyle C_{min}=C_{g}.}

Znając powyższe wartości możliwe jest wyliczenie stosunku strumieni pojemności cieplnej:
{\displaystyle C_{r}={\frac {C_{min}}{C_{max}}}.}
Liczba ta przyjmuje wartości od 0 do 1. Wydajność wymiennika {\displaystyle \varepsilon } wzrasta wraz ze spadkiem {\displaystyle C_{r}} i osiąga najwyższą wartość gdy {\displaystyle C_{r}} przyjmuje wartość zero. W praktyce sytuację taką spotyka się w układach, w których wymianie ciepła towarzyszy zmiana stanu skupienia (skraplanie lub wrzenie) jednego z płynów. Dzieje się tak dlatego, że w punkcie przemiany fazowej ciepło właściwe ma wartość nieskończoną.
Dla takiego przypadku (niezależnie od rodzaju wymiennika) równanie na wydajność wymiennika {\displaystyle \varepsilon } upraszcza się do postaci:
{\displaystyle \epsilon =1-\exp(NTU).}

### Liczba jednostek przenikania ciepła (NTU)
Liczba jednostek przenikania ciepła jest stosunkiem ciepła przenikającego do niższego strumienia pojemności cieplnej:
{\displaystyle NTU={\frac {UA}{C_{min}}}={\frac {1}{C_{min}}}\int \limits _{0}^{A}\,UdA.}
Liczba NTU może przyjmować wartości od 0 do nieskończoności i jest wskaźnikiem jakości wymiennika (im wyższa liczba NTU tym wyższa wydajność wymiennika). Można ją optymalizować zmieniając parametry wymiennika.
Dokładne wyznaczenie współczynnika wymiany ciepła w praktyce jest trudne i błędna wartość może mieć znaczny wpływ na odchylenie wyników końcowych od wartości rzeczywistych. Dlatego prawidłowe wyznaczenie liczby NTU jest punktem newralgicznym tej metody.
Poniżej znajdują się przykładowe wartości NTU i {\displaystyle \varepsilon ,}.
- Chłodnica samochodowa: NTU ≈ 0,5, {\displaystyle \varepsilon ,} ≈ 40%
- Skraplacz parowy: NTU ≈ 1, {\displaystyle \varepsilon ,} ≈ 63%
- Podgrzewacz gazu ziemnego: NTU ≈ 3,5, {\displaystyle \varepsilon ,} ≈ 97%
- Regenerator w silniku Stirlinga NTU ≈ 50, {\displaystyle \varepsilon ,} ≈ 98%
- Regenerator w instalacjach LNG: NTU ≈ 200, {\displaystyle \varepsilon ,} ≈ 99%

### Wydajnośćε
Wydajność wymiennika w metodzie NTU jest stosunkiem rzeczywistego przepływu ciepła do maksymalnego przepływu ciepła:
{\displaystyle \epsilon ={\frac {q_{rz}}{q_{max}}}.}
Efektywność jest liczbą bezwymiarową, która może przybierać wartości między 0 i 1.
W celu obliczenia rzeczywistego przepływu ciepła konieczna jest znajomość wartości maksymalnego przepływu ciepła i wydajności wymiennika.
Wydajność jest funkcją liczb {\displaystyle NTU} i {\displaystyle C_{r}{:}}
{\displaystyle \epsilon =f(NTU,C_{r}).}
Dla prostych przypadków wartości {\displaystyle \varepsilon ,} można wyliczać bezpośrednio ze wzorów korelacyjnych.
W przypadku wymiennika współprądowego wzór przyjmuje postać:
{\displaystyle \epsilon ={\frac {1-\exp[-NTU(1+C_{r})]}{1+C_{r}}}.}
W przypadku wymiennika przeciwprądowego wzór przyjmuje postać:
{\displaystyle \epsilon ={\frac {1-\exp[-NTU(1-C_{r})]}{1-C_{r}\exp[-NTU(1-C_{r})]}}.}
Dla bardziej złożonych przypadków (np. wymienników o przepływie rozdzielonym) wzory przyjmują bardzo złożoną postać, co bardzo utrudnia ich stosowanie. W takich przypadkach korzysta się z diagramów.
Wydajność {\displaystyle \varepsilon } ma też inną interpretację. Jeżeli {\displaystyle C_{z}<C_{g}{:}}
{\displaystyle \epsilon ={\frac {q_{rz}}{q_{max}}}={\frac {C_{z}}{C_{z}}}{\frac {(T_{z,wyp}-T_{z,wp})}{(T_{g,wp}-T_{z,wp})}}={\frac {(T_{z,wyp}-T_{z,wp})}{(T_{g,wp}-T_{z,wp})}}.}
Wyrażenie     {\displaystyle {\frac {(T_{z,wyp}-T_{z,wp})}{(T_{g,wp}-T_{z,wp})}}}     określa się jako wydajność termiczna procesu chłodzenia.
Jeżeli natomiast {\displaystyle C_{g}<C_{z}}
{\displaystyle \epsilon ={\frac {q_{rz}}{q_{max}}}={\frac {C_{g}}{C_{g}}}{\frac {(T_{g,wp}-T_{g,wyp})}{(T_{g,wp}-T_{z,wp})}}={\frac {(T_{g,wp}-T_{g,wyp})}{(T_{g,wp}-T_{z,wp})}}.}
Wyrażenie     {\displaystyle {\frac {(T_{g,wp}-T_{g,wyp})}{(T_{g,wp}-T_{z,wp})}}}     określa się jako wydajność termiczna procesu ogrzewania.

### Maksymalny przepływ ciepła
Maksymalny przepływ ciepła określa największą możliwą ilość ciepła możliwą do przeniesienia pomiędzy płynami. Jest to hipotetyczna wartość, którą można by uzyskać w wymienniku ciepła, którego powierzchnia wymiany ciepła byłaby nieskończona a wymiana ciepła zachodziłaby w przeciwprądzie. W układzie takim temperatura wyjściowa jednego ze strumieni jest równa temperaturze wejściowej drugiego strumienia i dalszy wzrost wymiany ciepła jest niemożliwy (patrz wykresy obok). To, który strumień szybciej osiągnąłby stan równowagi termicznej zależy od jego ciepła właściwego oraz natężenia przepływu (tj. strumienia pojemności cieplnej). Płyn o niższym strumieniu pojemności cieplnej {\displaystyle C_{min}} szybciej osiągnąłby ten stan i dlatego właśnie tę wartość stosuje się do wyznaczenia maksymalnego przepływu ciepła:
{\displaystyle {\dot {q}}_{max}\ =C_{min}\cdot \Delta T_{max},}
gdzie {\displaystyle \Delta T_{max}} oznacza największy możliwy spadek lub wzrost temperatury na wymienniku (patrz wykresy obok):
{\displaystyle \Delta T_{max}\ =(T_{c,wp}-T_{z,wp}).}